# All the Things She Said
«All the Things She Said» (versión inglesa de «Ya Soshla S uma») —en español: «Todas las cosas que ella dijo»—, es el primer sencillo del álbum en inglés 200 km/h in the Wrong Lane del dúo ruso t.A.T.u. La canción fue un gran éxito de ventas y airplay. Fue el primer sencillo de un artista ruso en alcanzar el primer lugar en la lista de sencillos del Reino Unido y en ingresar en los primeros veinte puestos del Billboard Hot 100 de los Estados Unidos. Es también el éxito más importante del dúo hasta la fecha, alcanzando el número uno en más de 20 países, incluyendo Australia, Austria, Irlanda, Nueva Zelanda, Suiza, España e Italia. El sencillo ha recibido Discos de Platino y de oro en todo el mundo, con un total de 12 000 000 de copias vendidas, incluyendo las digitales.
La canción fue utilizada como música de entrada para la luchadora y además Campeona Femenina de la WWE Lisa Marie Varon, desde diciembre de 2002 hasta mayo de 2004. 
Esta canción ocupa el puesto #85 de las 100 mejores canciones del siglo XXI de la revista Rolling Stone y el puesto #452 de la revista Blender de su lista The 500 Greatest Songs Since You Were Born. La canción ocupó el puesto #4 de la lista de Much Music de los 50 videos más controvertidos. Además la canción ocupa el puesto #21 de las 100 mejores canciones de la década de los 2000 según MTV NORTE, el #48 según MTV CENTRO y el #22 según MTV SUR. También ocupa el puesto #53 de los 100 videos más pop de MTV; puesto #62 de la lista de MTV 15 años, que contiene los mejores videos de los últimos 15 años. El 24 de abril de 2017, la revista Billboard reveló un listado de los "100 mejores coros del siglo XXI", donde t.A.T.u. ocupa la posición #85 con su éxito "All The Things She Said".

## Antecedentes
Yulia Volkova y Lena Katina audicionaron para un grupo de niños llamado Neposedy. Sin embargo, Volkova fue eliminada del grupo un año después. Los jueces rusos creían que su expulsión se basaba en el mal comportamiento porque interrumpía a otros miembros al desnudarse, fumar, beber alcohol y maldecir, pero Neposedy lo negó. Los productores rusos Ivan Shapovalov y Alexander Voitinskiy realizaron una audición para dos adolescentes, donde Volkova y Katina audicionaron y ganaron el papel. A pesar de conocerse, ambas chicas no sabían que la otra estaba audicionando. Para su debut en Rusia en 1999, Shapolavov nombró al dúo Тату ("t.A.T.u"). El nombre proviene de la frase en ruso "Та любит ту" (ta lyubit tu), que significa "Esta [chica] ama a esa [chica]"..
Durante sus primeras sesiones, Voitinskiy dejó el proyecto. Shapovalov contrató a Elena Kiper para coescribir y coproducir la música de Taty. Juntos, escribieron "Ya Soshla s Uma". El dúo, junto con varios otros productores y compositores rusos, completaron el primer álbum del grupo, 200 Po Vstrechnoy. El álbum fue un gran éxito en Europa, vendiendo más de un millón de copias. Shapovalov persistió en tratar de firmar el grupo con un sello internacional, visitando Norteamérica y reuniéndose con varias compañías discográficas. Finalmente llegó a un acuerdo con una división rusa de Universal Music Group e Interscope Record.

## Vídeo
El vídeo de la canción fue grabado en Khodynka Field, Moscú, el 4 de septiembre del año 2000. El vídeo musical es exactamente lo mismo que "Ya Soshla S Uma" exceptuando las posiciones vocales, ya que se muestra a dos jovencitas colegialas encerradas detrás de una reja; en el lado contrario hay una multitud de gente (se puede deducir que son compañeros de la escuela, maestros y personas que rechazan su orientación sexual). En algunas escenas del vídeo las dos se besan.
El vídeo termina en un irónico giro, cuando Lena y Julia dan vuelta en la esquina del muro, se ve el horizonte y no hay lluvia, llegando a la conclusión de que la gente que las observaba eran los verdaderos cautivos. 
El escenario fue totalmente ensamblado, se utilizó un muro artificial dibujado con la finalidad de que aparentara la pared de una escuela. La lluvia no fue real, en algunas escenas cae detrás de las chicas y en otras sobre ellas sin mencionar que estaba fría.
El vídeo levantó mucha controversia por este contenido, fue bien y mal visto. Fue dirigido por Ivan Shapovalov, quien también produjo el disco.
El vídeo musical se ha incluido muchas veces en el Top 20 de VH1 Latinoamérica, entre los que destacan "Vídeos colegiales", "Saliendo del clóset" y "Vídeos más polémicos".

## Lista de canciones

### Europa
Maxi CD-Single - 10 de octubre de 2002
1. "All the Things She Said"
2. "Stars"
3. "All the Things She Said (Extension 119 Club Vocal Mix)"
4. "Ya Soshla S Uma"

Casete
1. "All the Things She Said (Radio Version)"
2. "Stars"

### Japón
CD Single - 5 de marzo de 2003
1. "All the Things She Said (Radio Version)"
2. "All the Things She Said (Extension 119 Club Vocal)"
3. "All the Things She Said (Mark!s Intellectual Vocal)"
4. "All the Things She Said (Blackpulke Mix)"
5. "All the Things She Said (Instrumental Version)"

### Reino UnidoyMéxico
CD Single - 27 de enero de 2003
1. "All the Things She Said (Radio Version)"
2. "All the Things She Said (Extension 119 Club Edit)"
3. "Stars (Album Version)"

- "All the Things She Said (Vídeo)"

### Estados Unidos
CD-Single - 10 de septiembre de 2002
1. "All the Things She Said (Radio Version)"
2. "All the Things She Said (Extension 119 Club Edit)"

- "All the Things She Said (Video)"
- "Behind The Scenes with Lena & Julia (Part 1)"
- Fotos de las sesiones de grabación y promocionales

## Posicionamiento en listas

### Semanal
| Listas (2002–03)                              | Posición más alta |
| --------------------------------------------- | ----------------- |
| Alemania (Media Control AG)                   | 1                 |
| Australia (ARIA)                              | 1                 |
| Austria (Ö3 Austria Top 40)                   | 1                 |
| Bélgica (Flandes) (Ultratop 50)               | 2                 |
| Bélgica (Valonia) (Ultratop 50)               | 3                 |
| Canadá (Nielsen SoundScan)                    | 3                 |
| Dinamarca (Tracklisten)                       | 1                 |
| Escocia (Scottish Singles Sales Chart)        | 1                 |
| Slovakia (IFPI)[cita requerida]               | 1                 |
| España (Top 100 Canciones)                    | 1                 |
| Estados Unidos (Billboard Hot 100)            | 20                |
| Estados Unidos (Hot Dance Club Songs) Remixes | 5                 |
| Estados Unidos (Latin Pop Airplay)            | 34                |
| Estados Unidos (Mainstream Top 40)            | 8                 |
| Estados Unidos (Rhythmic)                     | 2                 |
| Estados Unidos (Tropical Airplay)             | 1                 |
| European Hot 100 Singles                      | 1                 |
| Finlandia (OFC)                               | 3                 |
| Francia (SNEP)                                | 2                 |
| Grecia (IFPI Greece)                          | 3                 |
| Hungría (Single Top 40)                       | 3                 |
| Irlanda (IRMA)                                | 1                 |
| Italia (FIMI)                                 | 1                 |
| México (Monitor Latino)                       | 5                 |
| Noruega (VG-lista)                            | 2                 |
| Nueva Zelanda (Recorded Music NZ)             | 1                 |
| Países Bajos (Dutch Top 40)                   | 2                 |
| Países Bajos (Mega Single Top 100)            | 2                 |
| Portugal (Billboard)                          | 1                 |
| Reino Unido (UK Singles Chart)                | 1                 |
| Rumania (Romanian Top 100)                    | 3                 |
| Suecia (Sverigetopplistan)                    | 2                 |
| Suiza (Schweizer Hitparade)                   | 1                 |